# Берёзка (приток Берёзы)
Берёзка — река на западе Тверской области, правый приток Берёзы (бассейн Межи). Длина реки составляет 10,2 километра.
Протекает по территории Оленинского муниципального района.
Берёт начало у деревни Завидово, на водоразделе Балтийского и Каспийского бассейнов. В 200 метрах от истока уже протекает река Осуга, относящаяся к бассейну Волги. Река течёт в западном и северо-западном направлении, впадает в Берёзу на высоте около 219 метров над уровнем моря.
Населённых пунктов на Березке нет. В бассейне реки расположена деревня Холмина.